# Oslon
Oslon är en kommun i departementet Saône-et-Loire i regionen Bourgogne-Franche-Comté i östra Frankrike. Kommunen ligger i kantonen Chalon-sur-Saône-Sud som tillhör arrondissementet Chalon-sur-Saône. År 2022 hade Oslon 1 221 invånare.

## Befolkningsutveckling
Antalet invånare i kommunen Oslon
| Referens: INSEE |